# 마고 (배우)

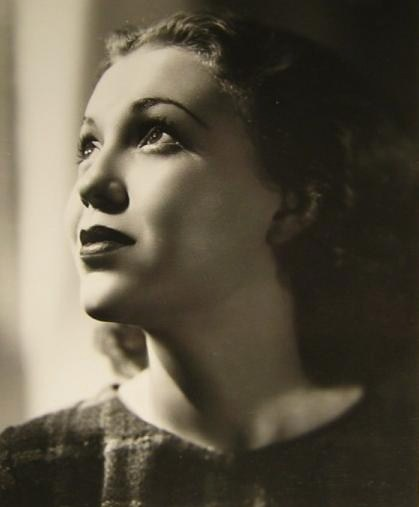

마고(Margo, 1917년 5월 10일 ~ 1985년 7월 17일)는 멕시코의 배우, 영화배우, 텔레비전 배우이다.
멕시코시티에서 태어났으며 퍼시픽팰리세이즈에서 사망하였다.

## 영화
- 후즈 갓 더 액션? (1962년)
- 프럼 헬 투 텍사스 (1958년)
- 크라이 투마로우 (1955년)
- 혁명아 자파타 (1952년)
- 표범 인간 (1943년)
- 윈터세트 (1936년)
- 로빈 훗 - 엘도라도 (1936년)